# The Planetary Society

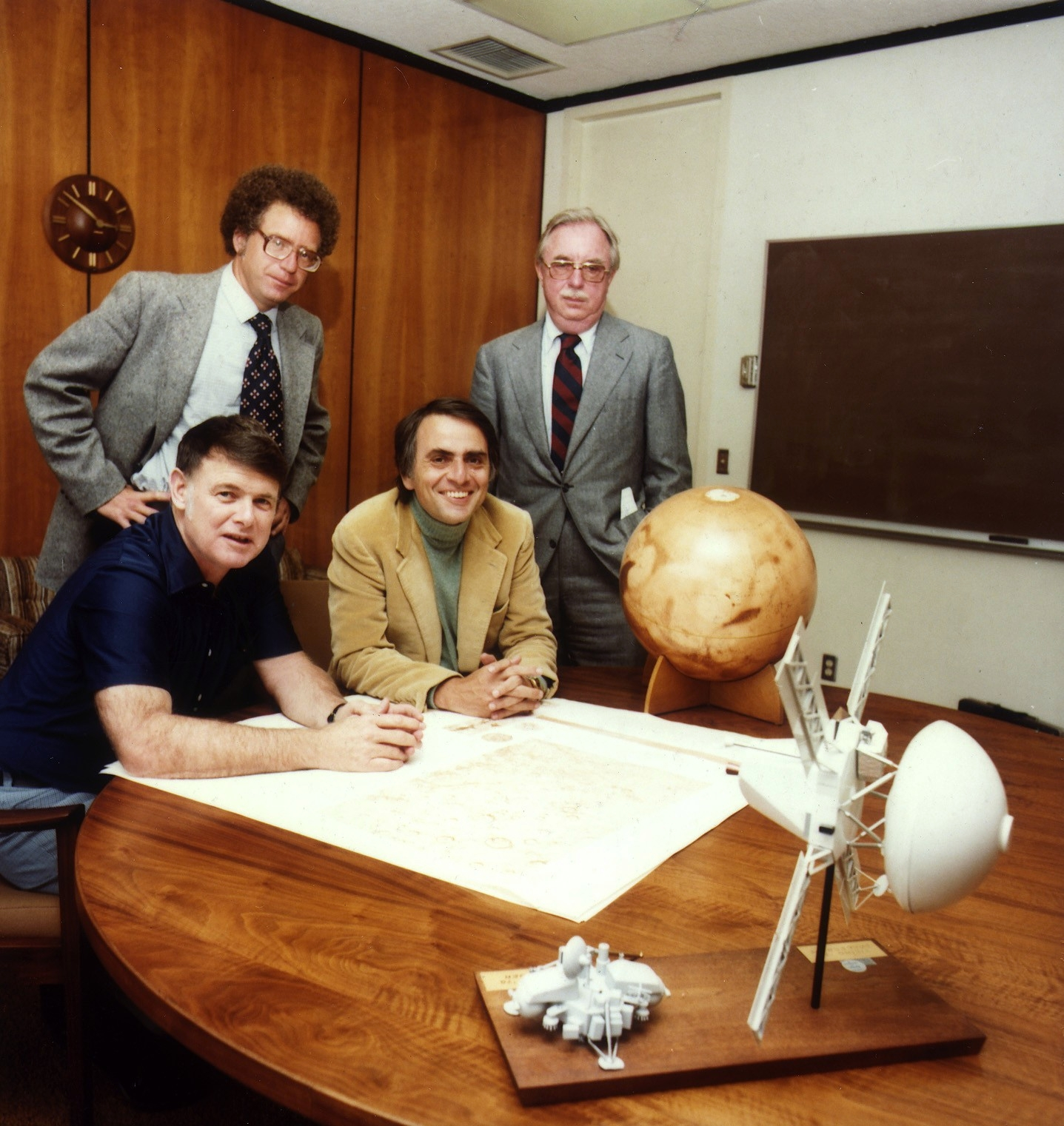
Planetary society

The Planetary Society (Stowarzyszenie Planetarne) – organizacja non-profit zajmująca się eksploracją Układu Słonecznego. Jej siedziba znajduje się w Pasadenie w Kalifornii. Została założona w 1980 roku przez Carla Sagana, Bruce'a Murraya oraz Louisa Friedmana. Celem stowarzyszenia jest eksploracja Marsa i innych rejonów Układu Słonecznego, poszukiwanie obiektów w niewielkiej odległości od Ziemi oraz poszukiwanie życia pozaziemskiego. Organizacja liczy ponad 100 000 członków z ponad 100 krajów. Z Polski zapisanych jest 21 osób (listopad 2005).